# Grandidiera
Grandidiera is een geslacht uit de familie Achariaceae. Het geslacht telt een soort die voorkomt in Afrika, van Zuidoost-Kenia tot in Mozambique.

## Soorten
- Grandidiera boivinii Jaub.